# Cher filmjeinek listája
Cher filmjeinek listája.

## Filmek
| Forgatás ideje | Cím                             | Karakter                       | Port.hu                                                                                               | Megjegyzés                                    |
| -------------- | ------------------------------- | ------------------------------ | --- | --------------------------------------------- |
| 1965           | Vadulás a parton                | Szereplő                       | |                                               |
| 1967           | Jó idők                         | Szereplő                       | |                                               |
| 1969           | Chasity                         | Főszereplő                     | |                                               |
| 1982           | Jöjj vissza Jimmy Dean          | Főszereplő (Sissy)             | |                                               |
| 1983           | Silkwood                        | Főszereplő (Dolly Pelliker)    | | Oscar-díj: a legjobb női epizódszereplő: Cher |
| 1985           | Maszk                           | Főszereplő (Rusty Dennis)      | |                                               |
| 1987           | Holdkórosok                     | Főszereplő (Loretta Castorini) | | Oscar-díj: a legjobb női főszereplő: Cher     |
| 1987           | A gyanúsított                   | Főszereplő (Kathleen Riley)    | |                                               |
| 1987           | Az eastwick-i boszorkányok      | Főszereplő (Alexandra Medford) | |                                               |
| 1990           | Sellők                          | Főszereplő (Rachel Flax)       | |                                               |
| 1992           | A játékos                       | Főszereplő                     | |                                               |
| 1994           | Pret-a-porter – Divatdiktátorok | Főszereplő                     | |                                               |
| 1996           | A hűtlenség ára                 | Főszereplő (Margaret)          | |                                               |
| 1997           | Ha a falak beszélni tudnának    | Rendező                        | |                                               |
| 1999           | Tea Mussolinivel                | Főszereplő (Elsa)              | |                                               |
| 2003           | Túl közeli rokon                | Szereplő (Önmaga)              | |                                               |
| 2010           | Díva (Burlesque)                | Főszereplő (Tess)              | https://port.hu/adatlap/film/tv/diva-burlesque/movie-114840#video-919368                              |                                               |
| 2018           | Mamma Mia! Sose hagyjuk abba    | Szereplő (Ruby Sheridan)       | https://port.hu/adatlap/film/mozi/mamma-mia-sose-hagyjuk-abba-mamma-mia-here-we-go-again/movie-194376 |                                               |

## Koncertfilmek
| Forgatás ideje | Turné                                                      | Forgatás helyszíne | Hivatalos név           |
| -------------- | ---------------------------------------------------------- | ------------------ | ----------------------- |
| 1989           | Heart of Stone turné                                       | Las Vegas          |                         |
| 1999           | Do you Believe? turné                                      | Las Vegas          | Cher: Live in Concert\| |
| 2002           | Cher: Lving Proof - The Farawell Tour 2002/05 (búcsúturné) | Miami              |                         |